# Barstar
Barstar es una proteína pequeña sintetizada por la bacteria Bacillus amyloliquefaciens. Su función consiste en inhibir la actividad ribonucleasa de una enzima denominada barnasa, con la cual interacciona formando un complejo muy estable dentro de la célula hasta que la barnasa es secretada.